# Lijst van nummer 1-hits in Duitsland in 1989
Deze hits stonden in 1989 op nummer 1 in de Musikmarkt Top 75 en vanaf 11 augustus in de Musikmarkt Top 100, de bekendste hitlijst in Duitsland.
| Datum        | Artiest                       | Titel                               |
| ------------ | ----------------------------- | ----------------------------------- |
| 6 januari    | Bobby McFerrin                | Don't worry, be happy               |
| 13 januari   | Robin Beck                    | First time                          |
| 20 januari   | Robin Beck                    | First time                          |
| 27 januari   | Robin Beck                    | First time                          |
| 3 februari   | Robin Beck                    | First time                          |
| 10 februari  | Robin Beck                    | First time                          |
| 17 februari  | Robin Beck                    | First time                          |
| 24 februari  | Robin Beck                    | First time                          |
| 3 maart      | Marc Almond & Gene Pitney     | Something's gotten hold of my heart |
| 10 maart     | Marc Almond & Gene Pitney     | Something's gotten hold of my heart |
| 17 maart     | Marc Almond & Gene Pitney     | Something's gotten hold of my heart |
| 24 maart     | Marc Almond & Gene Pitney     | Something's gotten hold of my heart |
| 31 maart     | David Hasselhoff              | Looking for freedom                 |
| 7 april      | David Hasselhoff              | Looking for freedom                 |
| 14 april     | David Hasselhoff              | Looking for freedom                 |
| 21 april     | David Hasselhoff              | Looking for freedom                 |
| 28 april     | David Hasselhoff              | Looking for freedom                 |
| 5 mei        | David Hasselhoff              | Looking for freedom                 |
| 12 mei       | David Hasselhoff              | Looking for freedom                 |
| 19 mei       | David Hasselhoff              | Looking for freedom                 |
| 26 mei       | Roxette                       | The look                            |
| 2 juni       | Roxette                       | The look                            |
| 9 juni       | Roxette                       | The look                            |
| 16 juni      | Roxette                       | The look                            |
| 23 juni      | Roxette                       | The look                            |
| 30 juni      | Mysterious Art                | Das omen (Teil 1)                   |
| 7 juli       | Mysterious Art                | Das omen (Teil 1)                   |
| 14 juli      | Mysterious Art                | Das omen (Teil 1)                   |
| 21 juli      | Mysterious Art                | Das omen (Teil 1)                   |
| 28 juli      | Mysterious Art                | Das omen (Teil 1)                   |
| 4 augustus   | Mysterious Art                | Das omen (Teil 1)                   |
| 11 augustus  | Mysterious Art                | Das omen (Teil 1)                   |
| 18 augustus  | Mysterious Art                | Das omen (Teil 1)                   |
| 25 augustus  | Mysterious Art                | Das omen (Teil 1)                   |
| 1 september  | Jive Bunny & The Mastermixers | Swing the mood                      |
| 8 september  | Jive Bunny & The Mastermixers | Swing the mood                      |
| 15 september | Jive Bunny & The Mastermixers | Swing the mood                      |
| 22 september | Kaoma                         | Lambada                             |
| 29 september | Kaoma                         | Lambada                             |
| 6 oktober    | Kaoma                         | Lambada                             |
| 13 oktober   | Kaoma                         | Lambada                             |
| 20 oktober   | Kaoma                         | Lambada                             |
| 27 oktober   | Kaoma                         | Lambada                             |
| 3 november   | Kaoma                         | Lambada                             |
| 10 november  | Kaoma                         | Lambada                             |
| 17 november  | Kaoma                         | Lambada                             |
| 24 november  | Kaoma                         | Lambada                             |
| 1 december   | Phil Collins                  | Another day in paradise             |
| 8 december   | Phil Collins                  | Another day in paradise             |
| 15 december  | Phil Collins                  | Another day in paradise             |
| 22 december  | Phil Collins                  | Another day in paradise             |
| 29 december  | Phil Collins                  | Another day in paradise             |